# Kosarz ścienny
Kosarz ścienny (Opilio parietinus) – gatunek pajęczaka z rzędu kosarzy, z rodziny Phalangiidae.

## Morfologia
Kosarz ścienny ma ciało jajowatego kształtu o długości ok. 5–8 mm. oraz 4 pary cienkich, długich odnóży krocznych, których rozpiętość dochodzi do kilkunastu cm. Poza odnóżami krocznymi posiada też szczękoczułki i nogogłaszczki. Nie ma gruczołów jadowych.

## Występowanie
Kosarz ścienny zamieszkuje głównie zabudowania. Spotkać go można w Europie (w tym w Polsce), środkowej Azji i na Kaukazie, w Ameryce Północnej oraz na Tasmanii.

## Tryb życia
Kosarz ścienny prowadzi nocny tryb życia; podczas dnia pozostaje w ukryciu. Nie przędzie sieci, a ofiary atakuje z ukrycia. Jego pożywieniem są drobne owady i roztocze. Kosarze zjadają też pokarm roślinny.